# Zmotoryzowane Odwody Milicji Obywatelskiej

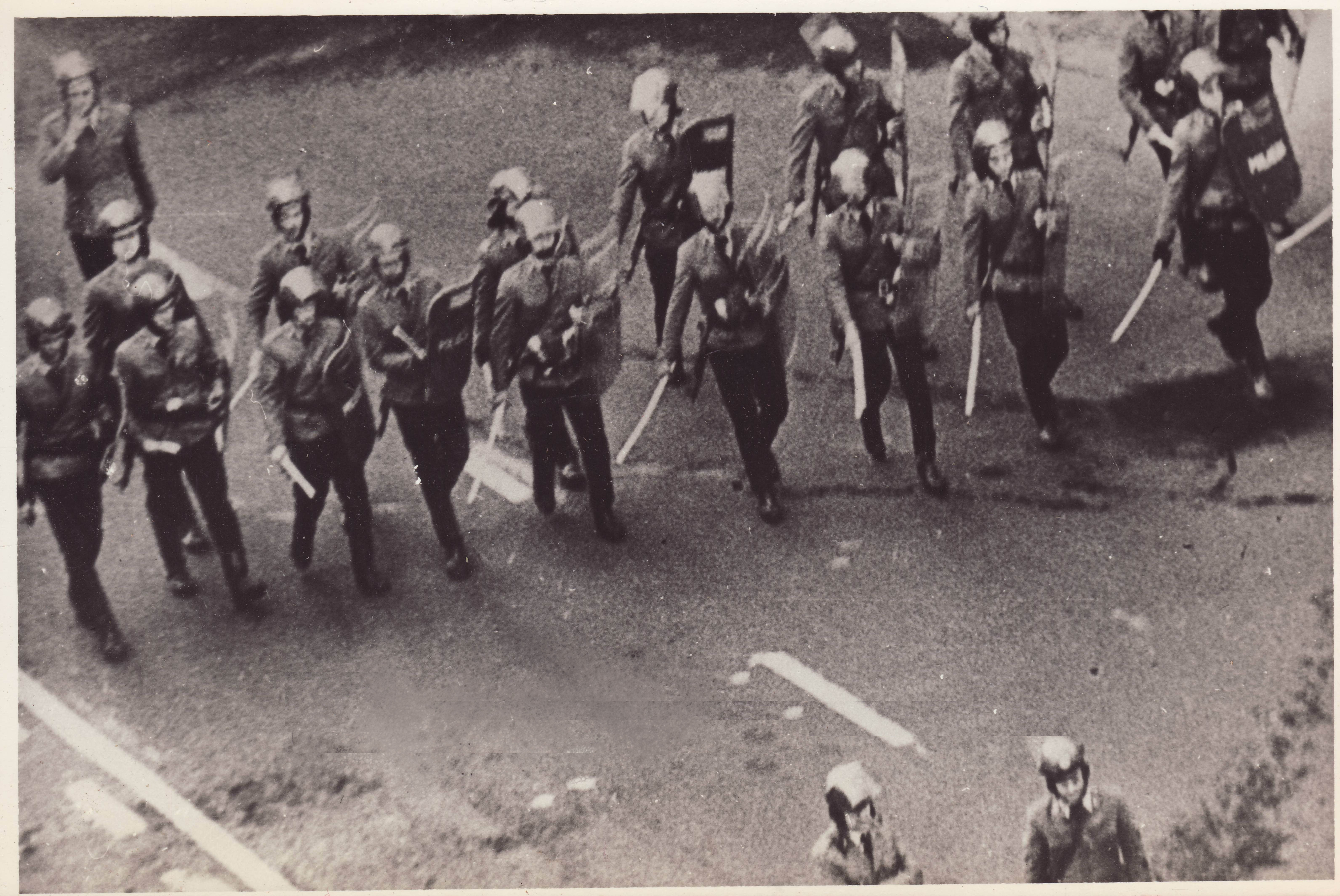
ZOMO

Zmotoryzowane Odwody Milicji Obywatelskiej (ZOMO) (deutsch: Motorisierte Reserven der Bürgermiliz) war eine kasernierte paramilitärische Sondereinheit der Milicja Obywatelska in der Volksrepublik Polen. Sie entstand 1956 und sollte dazu dienen, Unruhen niederzuschlagen und war auch mit Schützenpanzerwagen BTR-60 ausgestattet.
Eingesetzt wurden die ZOMO, mit schweren Waffen ausgestattet, u. a. am 16. Dezember 1981 während des in Polen verhängten Kriegsrechts in dem von Bergarbeitern besetzten Bergwerk Wujek im oberschlesischen Kohlerevier. Dort brachen sie den Widerstand und erschossen dabei neun Bergleute. Innenminister General Czesław Kiszczak hatte den Einsatz 1981 angeordnet.
Ende der 1980er zählte die ZOMO ca. 12.500 Mitglieder. 1989 wurde die ZOMO aufgelöst.